# Carlos Lasso Cueva
Carlos Enrique Lasso Cueva (Loja, Ecuador, 18 de abril de 1951- Guayaquil, 10 de enero de 2022) fue un escritor, poeta y gestor cultural ecuatoriano.

## Trayectoria
Hijo del dirigente transportista y militante velasquista Carlos Lasso Cabezas y de Laura Cueva Espinoza, tras el divorcio de sus padres se traslada a las ciudades de Guayaquil y Quito, donde durante los años 60 toma contacto con las juventudes socialistas,  pasando a formar parte de la Federación de Estudiantes Secundarios del Ecuador (FESE). Posteriormente retorna a Guayaquil y trabaja brevemente como locutor en radio Atalaya, de donde supuestamente fue despedido por leer noticias de procedencia soviética, chocando con la línea editorial de la emisora. En 1969 tomó parte de una huelga estudiantil que pugnaba por la supresión del examen de ingreso a las universidades ecuatorianas, posición de la que se desmarcaría varias décadas después al afirmar que la medida, lejos de contribuir a la democratización del acceso a la educación superior solo empeoró la calidad de la misma en el país, además de convertir a las universidades y escuelas politécnicas públicas en botines políticos.
En 1971 se traslada a Cuba, en un avión presuntamente secuestrado que tenía dirección hacia otro destino del Caribe. Durante su estancia en La Habana inicia su actividad poética, a la vez que se desilusiona del régimen cubano, que describiría años después como una dictadura que tergiversaba los verdaderos principios del socialismo, desmarcándose también de la Unión Soviética a la que señalaría luego como un país "capitalista-estatal". En 1974 sale de Cuba con destino a Lima, retornando luego a Ecuador, donde publica Poemas de la Guerra en 1978 y ¡Saluden de mi parte a las golondrinas! en 1979. Posteriormente funda el periódico de breve existencia La Gaceta Socialista y realiza estudios en la Facultad de Filosofía de la Universidad de Guayaquil.
En 1989 fue nombrado presidente de la Comisión de Cultura del Centro Ecuatoriano-Alemán de Guayaquil. En 1990 fue postulado para la presidencia de la Casa de la Cultura Ecuatoriana núcleo de Guayas, de la que sería miembro numerario durante varios años. Durante esta etapa publica también varios artículos en los diarios porteños Expreso, Meridiano y otras publicaciones.
En 2015 publica su siguiente antología poética, Época de Lluvias, editada por el núcleo de Tungurahua de la CCE, a la que siguió Huellas del Canto en 2019. Durante sus últimos años de vida se dedicó a escribir varios artículos de análisis histórico, político y genealógico, que publicó en su blog personal y en diversas páginas independientes.

## Obras
- Poemas de la Guerra (1978)
- ¡Saluden de mi parte a las golondrinas! (1979)
- Época de Lluvias (2015)
- Huellas del Canto (2019)